# Dave Tough
Dave Tough (26 de abril de 1907 – 9 de diciembre de 1948) fue un batería de jazz estadounidense, destacado intérprete de Dixieland y swing en las décadas de 1930 y 1940.

## Biografía
Nacido en Oak Park (Illinois), Tough fue amigo de la infancia del también músico Bud Freeman, con el que formó parte del denominado Austin High School Gang en Chicago. En 1925, se convirtió en músico profesional, tocando junto a Jack Gardner, Art Kassel, Sig Meyers y Husk O'Hare's Wolverines. Tras pasar dos años en Europa, regresó a Norteamérica donde tocó con Benny Goodman y Red Nichols.
Abandonó la música durante varios años hasta que a partir de 1935 entró a formar parte de las big bands de Ray Noble, Tommy Dorsey, Red Norvo, Bunny Berigan y Benny Goodman. También interpretó Dixieland con Bud Freeman, Jack Teagarden, Mezz Mezzrow y Joe Marsala. En la década de 1940, tocó en la banda naval de Artie Shaw y posteriormente se unió a la big band de Woody Herman. Trabajó además con Eddie Condon, Jerry Gray, Muggsy Spanier y participó en la gira Jazz At The Philharmonic.
Tough tuvo problemas con el alcoholismo durante toda su vida. Falleció a los 41 años tras caerse y golpearse la cabeza accidentalmente en Newark (Nueva Jersey). En el año 2000, fue incluido en el Salón de la Fama de las Big Band y el Jazz.